# Кей Грейнджер
Кей Грейнджер (англ. Kay Granger; нар. 18 січня 1943, Грінвілл, Техас) — американський політик-республіканець, з 1997 року вона представляє 12-й округ штату Техас у Палаті представників США.

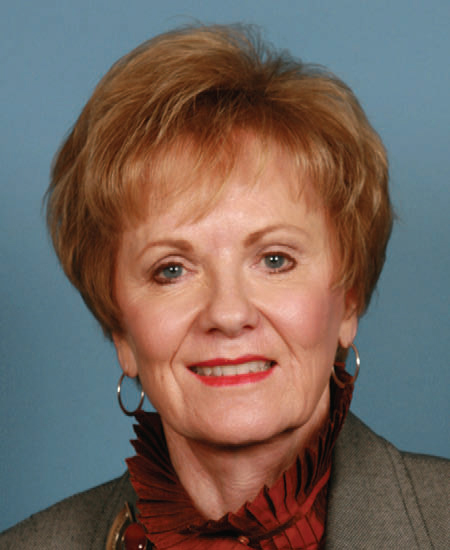
Кей Грейнджер

У 1965 році вона закінчила Техаський весліанський університет. У наступні роки вона працювала викладачем і підприємцем. Між 1981 і 1989 Грейнджер була членом комісії з планування Форт-Ворту, член його міської ради до 1991 року. Між 1991 і 1995 вона була мером Форт-Ворту.
Кей Грейнджер стала першою жінкою з Республіканської партії, обраною до Палати представників США від Техасу.